# 富山県立富山東高等学校
富山県立富山東高等学校（とやまけんりつ とやまひがしこうとうがっこう、英: Toyama Prefectural Toyama Higashi High School）は、富山県富山市下飯野荒田にある公立の高等学校。卒業生の多くが国公立大学、私立大学に進学するなど、市内では有数の文武両道を昇華させた『文武一貫』をモットーにしている。

## 設置学科
- 普通科
  - 自然科学コース

## 概要
理数科（探究科学科）を有する県内の他校に対し、より実験や観察を重視する普通科自然科学コースを設けている。

## 沿革
個別に出典が提示されているものを除いた出典→
- 1962年（昭和37年）4月1日 - 開校（富山市立東部小学校内）。
- 1963年（昭和38年）
  - 3月27日 - 第1期工事竣工。
  - 4月5日 - 現在地の新築校舎に移転。
- 1964年（昭和39年）3月20日 - 講堂兼体育館竣工。
- 1965年（昭和40年）
  - 3月20日 - 第3期工事竣工。
  - 5月14日 - 校舎落成式。
- 1967年（昭和42年）11月20日 - 食堂・部室竣工。
- 1970年（昭和45年）3月20日 - 格技館竣工。
- 1973年（昭和48年）3月20日 - 増築工事（普通教室3室・特別教室3室）竣工。
- 1980年（昭和55年）7月12日 - 第2体育館竣工。
- 1981年（昭和56年）3月25日 - グランド拡張造成工事完了。
- 1983年（昭和58年）10月5日 - グランド拡張工事・テニスコート4面造成工事完了。
- 1987年（昭和62年）12月18日 - 北館（普通教室3室）竣工。
- 1992年（平成4年）3月31日 - 創校30周年記念事業中庭改修工事竣工。
- 1994年（平成6年）3月30日 - グランド改修工事竣工。
- 1996年（平成8年）10月11日 - 管理棟改修（リフレッシュ）工事竣工。
- 1997年（平成9年）4月1日 - 普通科自然科学コース新設。
- 1999年（平成11年）10月1日 - 視聴覚室にコンピュータ設置。
- 2000年（平成12年）8月30日 - 第1体育館改修（リフレッシュ）工事竣工。
- 2001年（平成13年）3月8日 - トレーニングハウス竣工。
- 2002年（平成14年）7月25日 - 普通教室棟空調設備竣工。
- 2012年（平成24年）10月30日 - 目的教室・教育相談室・グラウンド照明新設。
- 2014年（平成26年）3月17日 - 特別教室棟耐震補強工事竣工。
- 2019年（平成31年／令和元年）
  - 2月28日 - 生徒用トイレ洋式化改修、普通教室棟屋上防水改修工事竣工（東側）。
  - 12月12日 - 普通教室棟生徒用トイレ洋式化改修工事竣工（西側）。
- 2021年（令和3年）
  - 1月8日 - 第1体育館解体工事竣工。
  - 2月3日 - ボイラー室改築工事竣工。
  - 2月10日 - 普通教室棟（北館）生徒用男子トイレ洋式化改修工事竣工。
- 2022年（令和4年）
  - 3月29日 - 第1体育館改修工事竣工。

## 教育方針
- 勉学の意義を理解し、積極的に学習しようとする意欲を養う。
- 人格の陶冶と、社会性の養成に努める。
- 健康の尊さを認識し、強靱な意志と体力を育成する。

## 主な学校行事
- 4月 入学式
- 5月 創校記念式典
- 6月 体育大会
- 7月 共同宿泊学習（1年次）
- 8月 芸術鑑賞会
- 9月（10月） 強歩大会
- 10月 球技大会
- 11月 文化部発表会
- 12月 創作ダンス発表会（1,2年次／女子のみ）
- 3月 卒業式

なお3年ごとに東窓祭が開催され、その時は文化部発表会は開催されない。
修学旅行はない。（富山県内の公立高校特有ともいえる）

## 行事の詳細

### 体育大会
6月中旬に行われ、赤鷲（せきしゅう）団、白虎団、青龍団、黄獅（おうし）団の4団で構成される。
- 大会の目玉である応援合戦などは前年を踏襲したものになることが多い。
- 前日に行われる予行演習では綱引きや騎馬戦などの予選を行うが、その他の競技の練習は一切ない。
- 走る競技（徒競走、リレー走など）が圧倒的に多いことが特徴。また各団50人でバトンをつなぐ50人リレーがある。
- 閉会式の前にはフォークダンスを3曲踊る。

### 強歩大会
9月下旬 - 10月上旬に行われるこの学校の伝統的な行事の一つ。各学年ごとに15 - 20km程度のコースが設定され、1日かけて歩く。競って歩く"競歩"ではなく、強い心を持って、最後まで歩き抜くことを目標としている。歩くコースは年度毎、学年毎に異なる。最近の傾向としては1年次は海沿いの道を、2年次は山道を、3年次は一般道を歩く。服装は基本的に体操服である。また基本的に晴天・雨天関係なく決行され、中止になったのは一度だけである。目的地としてはミラージュランド、グリーンパーク吉峰、砺波チューリップ公園、太閤山ランドなどがある。
東窓祭が行われる年度は9月中旬に繰り上げられる。

### 東窓祭
3年に一度、9月下旬 - 10月上旬に行われる学校行事。文化部の発表も行われるが文化部発表会と違い、クラス単位での出し物もあり、他校生徒との交流も行われる。
記念講演では例年有名な講師を招いており、2005年（平成17年）には作家の畑正憲が講演を行っている。直近では2023年（令和5年）9月15日、16日の両日に第22回東窓祭が行われた。

## 部活動
サッカー部は2度の全国高校サッカー選手権大会（第55回・第56回）に出場している。
野球部は2016年（平成28年）に選抜高校野球大会の21世紀枠北信越地区代表に選出され、県推薦は県内最多の4度。
- 運動部 - サッカー、野球、陸上競技、バスケットボール（男・女）、バレーボール（女）、バドミントン（男・女）、テニス（男・女）、ソフトテニス（女）、ソフトボール（女）卓球、ハンドボール、剣道
- 文化部 - 吹奏楽（ブラスバンド）、演劇、放送、学芸、茶道、美術、科学、写真、家庭、合唱、書道、英語

## 校歌
作詞：村上元之助、作曲：大中恩

## 著名な出身者
- 田畑裕明（総務副大臣）
- 大野和彦（日本総義歯補綴学会会長、日本歯科臨床医学会代表）
- 柳家さん生（落語家）
- 城戸富貴（プロゴルファー）
- 横島繭子（元北日本放送アナウンサー）
- 庄司悟 (DJ)
- 岡本恭（北日本放送ラジオディレクター）
- 藤井裕久（富山市長）
- 小西徳應（政治学者）
- 西本利一 (実業家）

## アクセス
- あいの風とやま鉄道線東富山駅（東口） 徒歩約8分。